# Клиническая улица (Санкт-Петербург)
Клини́ческая улица — улица в Выборгском районе Санкт-Петербурга. Проходит от улицы Академика Лебедева в направлении Большого Сампсониевского проспекта до шлагбаума.

## История
Название Клиническая улица дано 16 апреля 1887 года. Название произошло от Клинического военного госпиталя. Еще в начале XVIII века на этом участке находились Петербургский морской и Генеральный сухопутный госпитали. На их основе позже было образовано одно из старейших высших учебных заведений города — Медико-хирургическая академия, ныне Военно-медицинская академия имени С. М. Кирова.

## Расположение
Первоначально Клиническая улица проходила от улицы Академика Лебедева (тогда Нижегородской) за Большой Сампсониевский проспект. Участок западнее Большого Сампсониевского проспекта закрыт для проезда в два этапа: около 1969 года и в середине 1990-х годов.
27 апреля 2015 года топонимическая комиссия приняла решение сократить протяженность Клинической улицы, чтобы юридически она стала тупиком, примыкающим к улице Академика Лебедева. Процесс инициировала Военно-медицинская академия с целью формирования единого земельного участка для всего квартала между Большим Сампсониевским, улицами Боткинской, Академика Лебедева и Пироговской набережной. Постановление, уменьшающее длину в четыре раза (с 400 до 100 метров), вышло 18 февраля 2016 года.

## Достопримечательности
- Военно-медицинская академия имени С. М. Кирова